# Diên Khánh (thị trấn)
Diên Khánh là thị trấn huyện lỵ của huyện Diên Khánh, tỉnh Khánh Hòa, Việt Nam.

## Địa lý

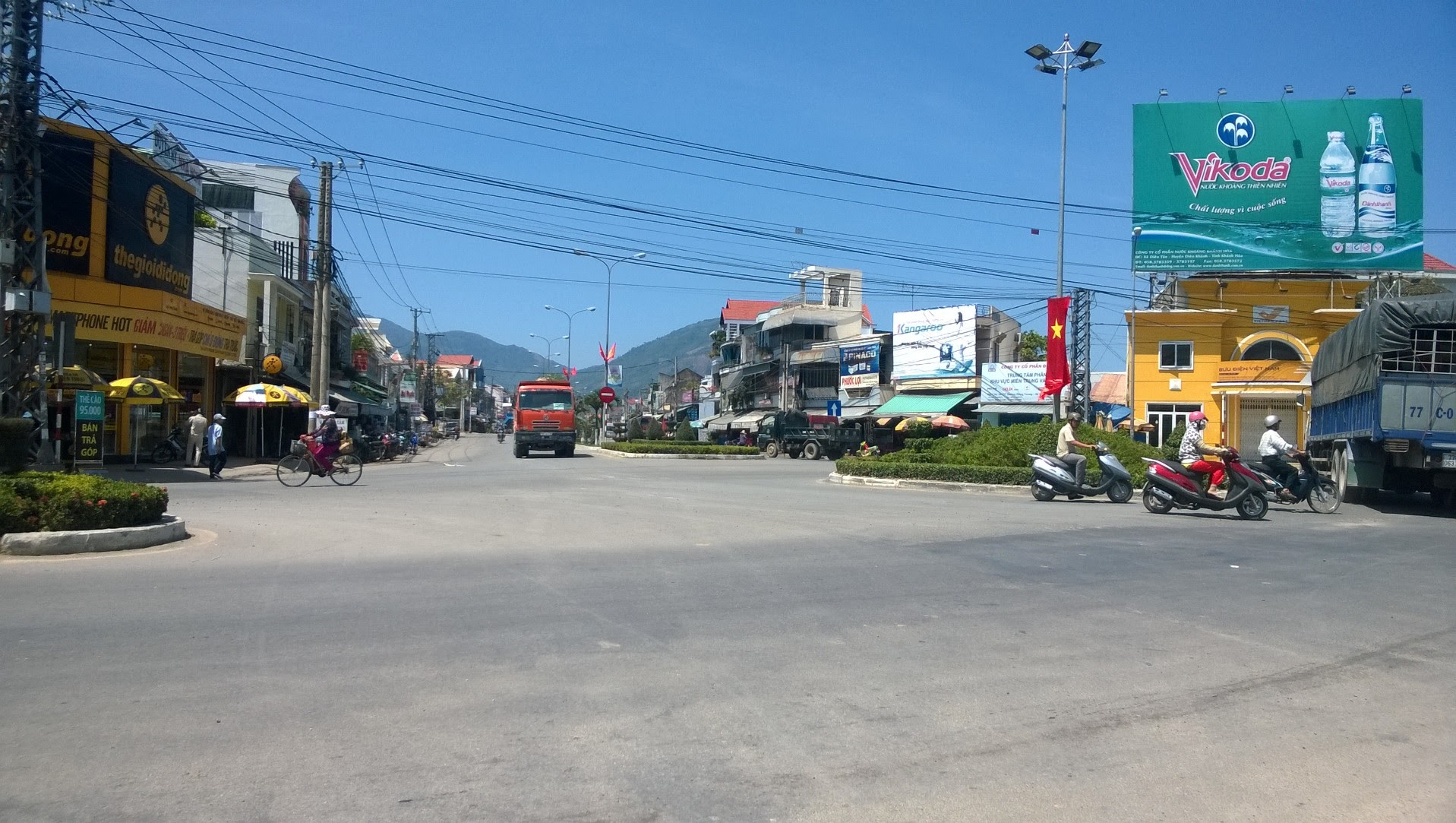
Ngã ba Thành

Thị trấn Diên Khánh có vị trí địa lý:
- Phía đông giáp các xã Diên An và Diên Phú
- Phía tây giáp các xã Diên Lạc, Diên Sơn và Diên Thạnh
- Phía nam giáp các xã Diên Thạnh và Diên Toàn
- Phía bắc giáp các xã Diên Điền và Diên Sơn.

Thị trấn có diện tích 3,92 km², dân số năm 1999 là 19.320 người, mật độ dân số đạt 4.929 người/km².

## Hành chính
Diện tích tự nhiên 395 ha với 5.444 hộ, 19.914 nhân khẩu, chia địa bàn thành 15 tổ dân phố: Đông Môn 1, Đông Môn 2, Đông Môn 3, Đông Môn 4, Dinh Thành 1, Dinh Thành 2, Phan Bội Châu 1, Phan Bội Châu 2, Phú Lộc Đông 1, Phú Lộc Đông 2, Phú Lộc Đông 3, Phú Lộc Tây 1, Phú Lộc Tây 2, Phú Lộc Tây 3 và Phú Lộc Tây 4.

## Lịch sử
Thị trấn Diên Khánh được thành lập vào ngày 30 tháng 9 năm 1981 trên cơ sở toàn bộ diện tích, dân số của xã Diên Thủy và một phần diện tích, dân số của các xã Diên Toàn, Diên Thạnh, Diên An, Diên Sơn và Diên Điền.
Ngày 22 tháng 9 năm 2010, Bộ Xây dựng ban hành Quyết định 854/QĐ-BXD về việc công nhận thị trấn Diên Khánh là đô thị loại IV.